# Teatru de război
În război, teatru de război sau teatru militar se referă la arealul geografic în care au loc sau progresează evenimente militare importante, care se derulează pentru îndeplinirea sarcinilor strategice⁠(en)[traduceți] ale războiului sau ale uneia dintre etapele acestuia.
Un astfel de teatru poate include întreg spațiul aerian, terestru și maritim care este sau care ar putea fi implicat în operații de război.

## Utilizare și semnificație
Conceptul de teatru militar este un concept de strategie care aparține artei operative⁠(en)[traduceți] și a fost folosit în mai multe războaie, servind adesea drept pivot strategic pentru unul dintre adversarii implicați.
Termenul îi aparține la origine lui Carl von Clausewitz, care, în cartea sa Despre război a preluat sub forma Kriegstheater, mai vechiul termen latin din secolul al XVII-lea theatrum belli:
„[Termenul] Indică în mod corespunzător o astfel de porțiune a spațiului asupra căreia domină războiul și care are limitele protejate, astfel, posedând un fel de independență. Această protecție poate consta în fortărețe, sau în obstacole naturale importante care se află în țară, sau poate consta chiar în ditanța considerabilă care desparte spațiul respectiv de restul spațiului implicat în război. O astfel de porțiune nu este o simplă bucată a întregului, ci un mic întreg complet în sine; și în consecință, este mai mult sau mai puțin într-o astfel de condiție încât schimbările care au loc în alte puncte ale locațiilor războiului au doar o influență indirectă și nicio influență directă asupra acesteia. Pentru a ne face o idee adecvată despre aceasta, putem presupune că pe această porțiune se face o înaintare, în timp ce într-un alt loc are loc o retragere, sau că asupra acelei porțiuni o armată acționează defensiv, în timp ce se desfășoară o ofensivă asupra acesteia. O idee atât de clar definită ca aceasta nu este capabilă de aplicare universală; este folosită aici doar pentru a indica linia de demarcație.”—Carl von Clausewitz, Despre război''

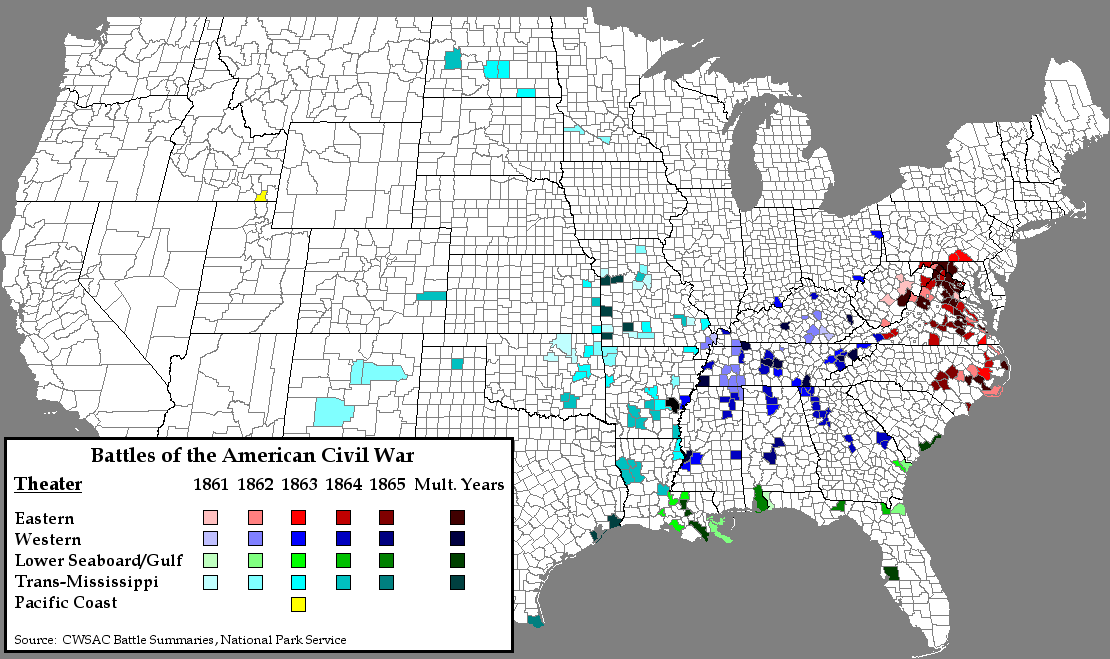
Teatre de operații în timpul Războiului Civil American

De exemplu, în Războiul Civil American, una dintre cheile strategice ale Armatei Unioniste⁠(en)[traduceți] a fost să îi atace pe cei din sud atât în teatrul din est, cât și în cel din vest, profitând de resursele mai mari și forțându-i pe confederați să-și întindă forțele armate. Capturarea orașului Vicksburg⁠(en)[traduceți] de către trupele unioniste ale statelor nordice, comandate de Ulysses S. Grant, a blocat accesul la fluviul Mississippi, ceea ce a avut o influență marcată asupra operațiunilor din est ale generalului Robert E. Lee, deoarece acesta nu a mai putut să beneficieze de aprovizionarea necesară pentru a susține efortul de război. Pe de altă parte când Grant a devenit comandantul întregii armate a Uniunii, le-a ordonat generalilor săi să-și coordoneze eforturile, astfel încât să-i împiedice pe sudilti să-și transfere trupele de la un teatru la altul.
Războaiele dintre imperii dintre secolele al xv-lea și al XIX-lea le-au impus acestora, adesea, să se angajeze în lupte în regiuni îndepărtate una de cealaltă, deoarece puterile imperialiste au dobândit colonii în întreaga lume, pe diferite continente. Aceste cuceriri armate pot fi văzute drept războaie care au avut loc în mai multe teatre.
În timpul Primului Război Mondial, câțiva lideri britanici au sugerat ca Marea Britanie și Aliații să extindă operațiunile în teatrul din Orientul Mijlociu, într-un efort de a crește presiunea asupra Imperiului Otoman și asupra Puterilor Centrale.

## Caracteristici
Pentru a considera că există mai multe teatre, ale aceluiași război, trebuie să fie implicat cel puțin unul dintre adversari în două teatre diferite, altfel sunt războaie separate. Întreaga zonă de război este împărțită în diferite teatre de război, dacă operațiunile sau luptele forțelor armate ale aceleiași țări au loc în zone separate spațial, care nu se influențează reciproc la nivel tactic sau operațional din cauza separației spațiale, dar se influențează reciproc la nivel strategic.
Comandanții șefi, care, poartă responsabilitatea generală în zona de război respectivă , sunt adesea dislocați în diferite teatre de război, exercitându-și atribuțiile prin intermediul unor comandamente militare proprii.  
Astfel, în timpul celui de-Al Doilea Război Mondial, Aliații l-au avut comandant-șef pe generalul Dwight D. Eisenhower în teatrul de război european, în timp ce teatrul de război din Oceanul Pacific era comandat de generalul Douglas MacArthur și amiralul Chester W. Nimitz.
În funcție de intensitatea conflictului din diferite teatre de război, sau în funcție de numărul de trupe și valoare a resurselor alocate acestora, se poate face o distincție între teatre principale și secundare de război. Această distincție a fost introdusă în Primul Război Mondial, când s-a realizat și distincția altor subdiviziuni.
Un exemplu de război cu mai multe teatre majore este cel de-Al Doilea Război Mondial, care, a avut cel puțin trei teatre militare: European, Pacific și African, deși acesta din urmă este considerat de unii istorici militari a fi complementar teatrului european. Termenul este adesea echivalat cu „front”, chiar dacă, de exemplu, în timpul celui de-Al Doilea Război Mondial Frontul de Est poate fi văzut ca fiind distinct de Frontul de Vest.

## Teatru de operații

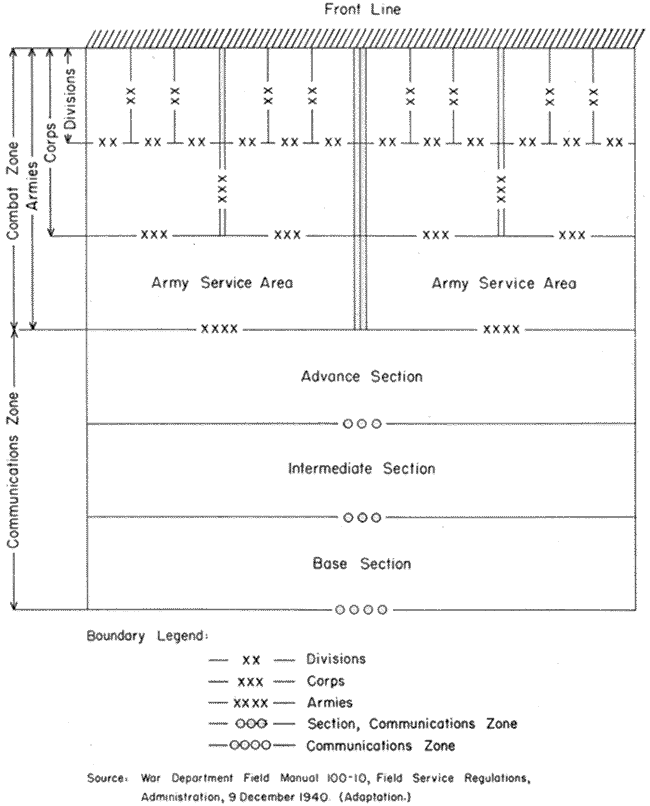
Organizarea tipică a unui teatru de operații, astfel cum a era prevăzută de Departamentul Doctrină de Război a SUA, în 1940

Un teatru de operații este o subzonă alocată unui teatru de război, care, cuprinde arealul necesar desfășurării operațiunilor mai multor grupuri de armate sau grupuri de fronturi, în conformitate cu sarcinile strategice stabilite și cu desfășurarea dispozitivelor de sprijin din spatele acestora, necesare securizarării acestor operațiuni. Regionarea și limitele sunt stabilite de către de organele militaro-politice și de conducere a fiecărui stat, ținând cont de sarcinile strategice rezultate din planul general de război, din calculul aspirațiilor politice, a nevoilor economice și geografice și a factorilor militari proprii. Un teatru de operații este definit astfel de către organul de comandă care orchestrează sau oferă sprijin pentru operațiuni de luptă specifice, derulate în cadrul teatrului respectiv de operații. 
Teritoriul propriei țări și al inamicului (potențialului adversar) se află în limitele teatrului de război. În timpul războaielor locale, există de obicei un teatru de operații care se suprapune cu teatrul de război (cum a fost în Orientul Mijlociu, în Războiul din Vietnam și Războiul din Coreea). Lățimea și adâncimea unui tearu de operații trebuie să fie suficientă pentru a crea condiții pentru manevra trupelor și pentru a asigura funcționarea continuă a liniilor de comunicație. Dimensiunile teatrelor de operații în Al Doilea Război Mondial au ajuns la 300-600 km de-a lungul frontului și au fost 800-1000 km adâncime sau mai mult. În zilele noastre, teatrele de operații pot avea dimensiuni mai mari.
În Franța, în 1944, s-au distins teatrul din Normandia, pe care s-au desfășurat mai multe bătălii și operațiuni și care s-a mutat spre nord și spre est odată cu evoluția luptelor și complet independent, la câteva sute de kilometri distanță, teatrul din Provence.
Un alt exemplu este Războiul de Șase Zile purtat de Israel în 1967 împotriva Egiptului , Iordaniei și Siriei pe trei fronturi sau teatre de operațiuni: Sinai , Cisiordania și Înălțimile Golan . Un ultim exemplu este cel al Războiului de la Yom Kippur din 1973 purtat de Israel pe două fronturi, la sud pe teatrul Sinaiului, la nord pe teatrul Înălțimilor Golan.
Unui astfel de teatru îi revine un comandament propriu, atât operațional cât și administrativ, iar fiecare teatru de operații corespunde, în general, unei campanii.
De exemplu, în timpul celui de-Al Doilea Război Mondial, în Europa, forțele armate ale Statelor Unite ale Americii se aflau sub comanda comună a Cartierului General Suprem al Forțelor Expediționare Aliate (SHAEF) și a Comandamentului Administrativ al Teatrului European de Operații al Armatei Statelor Unite (ETOUSA). Spre diferență de Europa, în Asia pentru teatrul de operații care includea China, Burma și India, trupele SUA erau subordonate unui comandament național propriu doar administrativ, deoarece comanda operațională revenea Grupului XI Armate britanic⁠(en)[traduceți] , subordonat la rândul său Comandamentului Asiei de Sud-Est⁠(en)[traduceți] (SEAC).
Respectivul teatru de operații este împărțit în direcții strategice, atribuite unor grupuri de armate (sau grupuri de luptă), ori în regiuni militare strategice (zone oceanice ori regiuni maritime), în funcție de faptul că este vorba de război sau de pace). O direcție sau un comandament strategic combina o serie de formațiuni militare tactice, sau de alte comandamente operaționale. În funcție de condițiile militare și politice specifice și de situație, limitele, rolul și importanța teatrelor se pot schimba odată cu schimbarea situației strategice. 
Clasificarea teatrelor de acțiuni militare se dace în funcție de:
- importanța militară, economică și politică a zonelor aflate în cauză:
  - principale
  - secundare
- caracterele lor geografice:
  - terestre
  - maritime
  - mixte
- dispunerea lor continentală:
  - continentale
  - intercontinentale

Pregătirea teatrelor este importantă pentru operarea trupelor (sau altor tipuri de forțe cum sunt cele aeriene și navale), care se desfășoară conform planurilor elaborate anterior încă în timp de pace și a căror verificare se face în timpul operațiunilor militare. Pregătirea teatrelor se numește pregătire operațională a teatrelor de război. Elementele de bază ale acestei pregătiri  includ: dezvoltarea rețelelor rutiere, feroviare și de apă, construcția de aeroporturi, baze aeriene și baze maritime, pregătirea inginerească a zonelor pentru desfășurarea mijloacelor de atac (fie el nuclear și antirachetă) și a mijloacelor de apărare antiaeriană, pregătirea zonelor de concentrare și a repartizării  trupelor, a spatelui, a bazelor și stațiilor de aprovizionare, conceperea posturilor de comandă și control și a nodurilor de comunicații, precum și a desfășurarii corespunzătoare a trupelor.
Dezvoltarea problemelor legate de un teatru de operații este informație clasificată .

## Doctrina militară sovietică și rusă
Forțele armate sovietice și ruse clasifică o subdiviziune geografică mare - cum ar fi teritoriile geografice continentale cu zonele maritime învecinate, insulele, coastele adiacente și spațiul aerian - ca teatru. Termenul echivalent pentru „teatru” militar este „teatru de operații militare”.
Divizarea zonelor maritime și continentale mari ajută la determinarea unor limite, în cadrul cărora să se poată elabora planuri pentru operațiunile grupurilor strategice de forțe, permițând operațiuni militare de „direcții strategice” specifice semnificative, cunoscute sub numele de „fronturi”, acestea fiind denumite, inițial, în conformitate cu cu teatrul lor de operații. Exemple de astfel de fronturi sunt Frontul de Sud-Vest⁠(en)[traduceți] al Imperiului Rus (1914–1918), Frontul I Ucrainean (1943–1945, care, a luptat în Ucraina, Polonia, Germania și Cehoslovacia) și Frontul de Nord⁠(en)[traduceți] al Uniunii Sovietice (iunie – august 1941). 
Pe timp de pace, lipsite de necesitatea imperioasă a unei direcții strategice, fronturile s-au transformat în regiuni sau districte militare⁠(en)[traduceți], responsabile pentru o secțiune de operații alocată.

## Doctrina militară a SUA

Harta zonei de responsabilitate de en al Statelor Unite ale Americii

Forțele armate ale Statelor Unite ale Americii sunt împărțite în comandamente unificate de luptă⁠(en)[traduceți] (regiuni), care, sunt alocate fiecare unui anumit teatru de operații militare.
Termenul de teatre de operații se referă la areale terestre și maritime care trebuiau invadate sau apărate și includ zonele necesare activităților administrative asociate operațiunilor militare. În conformitate cu experiența din Primul Război Mondial, unui teatru de operații i-a fost atribuită o suprafață mare de uscat pe care aveau loc operații continue.
Fiecărui teatru de operații i-au corespuns două zone principale: zona de luptă sau zona de luptă activă și zona de comunicații, sau zona necesară pentru administrarea teatrului. Pe măsură ce armatele înaintau, atât aceste areale cât și zonele care le compuneau, se mutau către noi zone geografice de control.